# Naram-Sin z Akadu

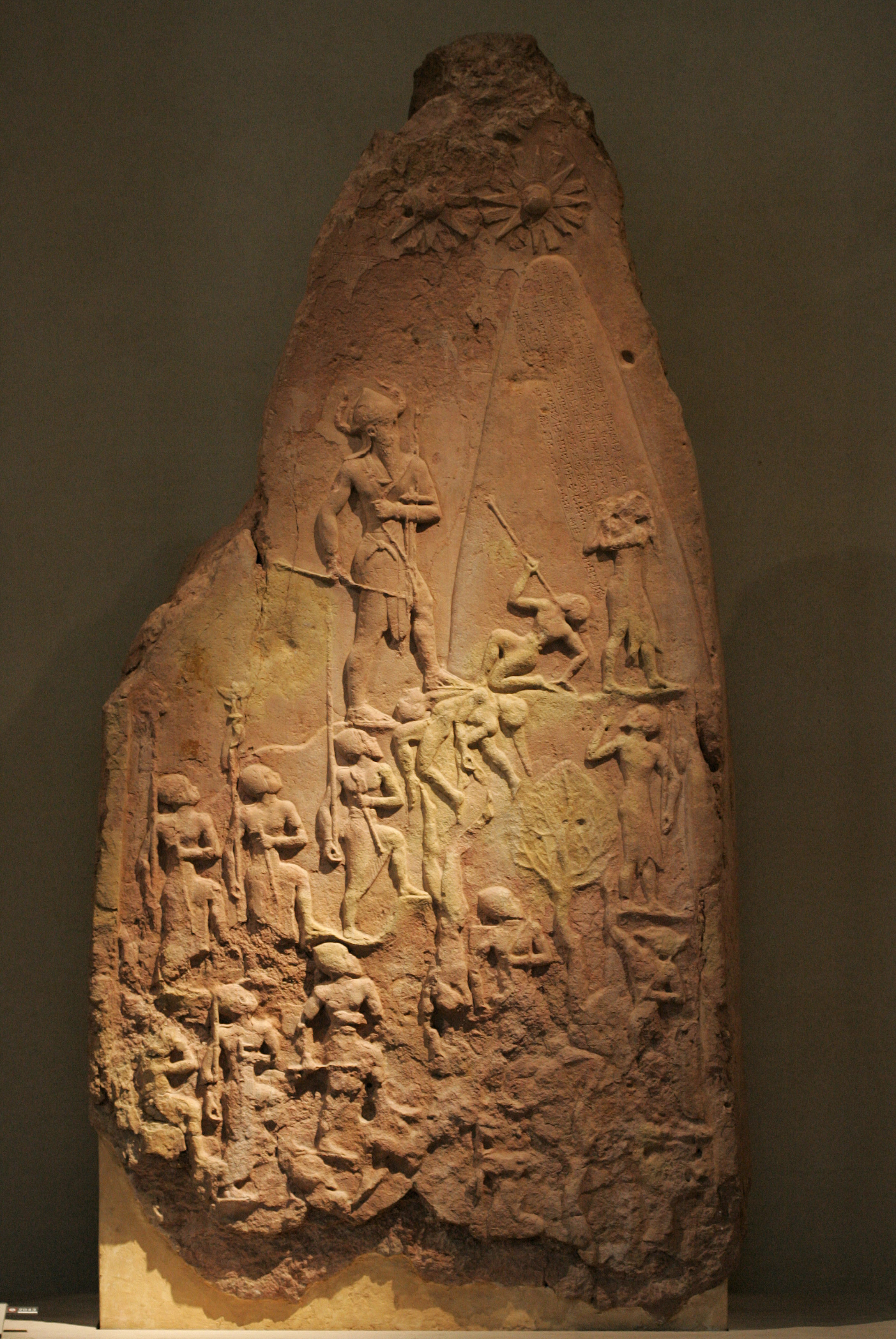
Stela Naram-Sina, upamiętniająca zwycięstwo akadyjskiego władcy nad Lulubejami

Naram-Sin, także Narām-Sîn lub Naram-Suen (akad. 𒀭𒈾𒊏𒄠𒀭𒂗𒍪 Na-ra-am Sin, co oznacza „umiłowany przez boga Księżyca Sina”) – władca Imperium Akadyjskiego, który panował prawdopodobnie około lat 2254–2218 p.n.e. Był wnukiem Sargona Wielkiego. Pod jego rządami państwo akadyjskie osiągnęło największy w swojej historii rozwój terytorialny. Był pierwszym znanym władcą mezopotamskim, który domagał się oddawania sobie boskiej czci. Tytułował się mianem „króla czterech stron świata” (pierwszy wprowadził ten tytuł) oraz „króla wszechświata”.

## Życiorys
Wzmianki odnoszące się do Naram-Sina są dość liczne zarówno w źródłach literackich, jak i w różnego rodzaju wróżbach i przypowieściach. Dotrwały do naszych czasów również liczne inskrypcje tego władcy. Naram-Sin prowadził bardzo aktywną politykę zagraniczną, naznaczoną wieloma kampaniami militarnymi, w tym poza Mezopotamią. Walczył na terenie Asyrii, o czym świadczą znaleziska archeologiczne w Niniwie (głowa Naram-Sina z brązu). Na północy walczył z Hurytami, a na północnym wschodzie wtargnął do gór w dzisiejszym Kurdystanie (o czym świadczy jego stela tamże odkryta), gromiąc tamtejszych górali. Prawdopodobnie to on właśnie przyczynił się do upadku znaczącego ośrodka handlowego i politycznego w Ebli, jak również złupił Mari. Stelę tego władcy znaleziono również na granicy Armenii, co świadczy, że i tam dotarł podczas swych licznych wypraw. 
Być może właśnie ów imperializm przyczynił się do upadku Naram-Sina i całej dynastii semickiej, gdyż inskrypcje świadczą o licznych powstaniach miast na terenie Sumeru i Akadu (Kisz, Uruk, Sippar). Według jednego z poematów sumeryjskich złupienie przez Naram-Sina świątyni Ekur, sanktuarium boga Enlila w Nippur spowodowało gniew obrażonego boga, który doprowadził do najazdu na Mezopotamię hord Gutejów. Sam Naram-Sin poniósł dotkliwą klęskę z rąk zjednoczonych plemion na zachodzie. Wydaje się jednak, że mimo iż najazdy Gutejczyków istotnie mogły już zaznaczyć się za panowania Naram-Sina, to jednak ostateczny upadek jego imperium nastąpił za rządów jego syna Szar-kali-szarri.
Pomimo wojennego charakteru panowania Naram-Sina, oddziaływanie kulturalne i gospodarcze odczuwane było niemal na całym Bliskim Wschodzie. Zjednoczenie ziem mezopotamskich sprzyjało rozwojowi handlu, a język akadyjski rozpowszechnił się na dużych obszarach Międzyrzecza, zwłaszcza w górnej jego części.